# Liste der Bundesstaaten der Vereinigten Staaten nach Armutsquote

Anteil der Haushalte unterhalb der Armutsgrenze nach Bundesstaat.

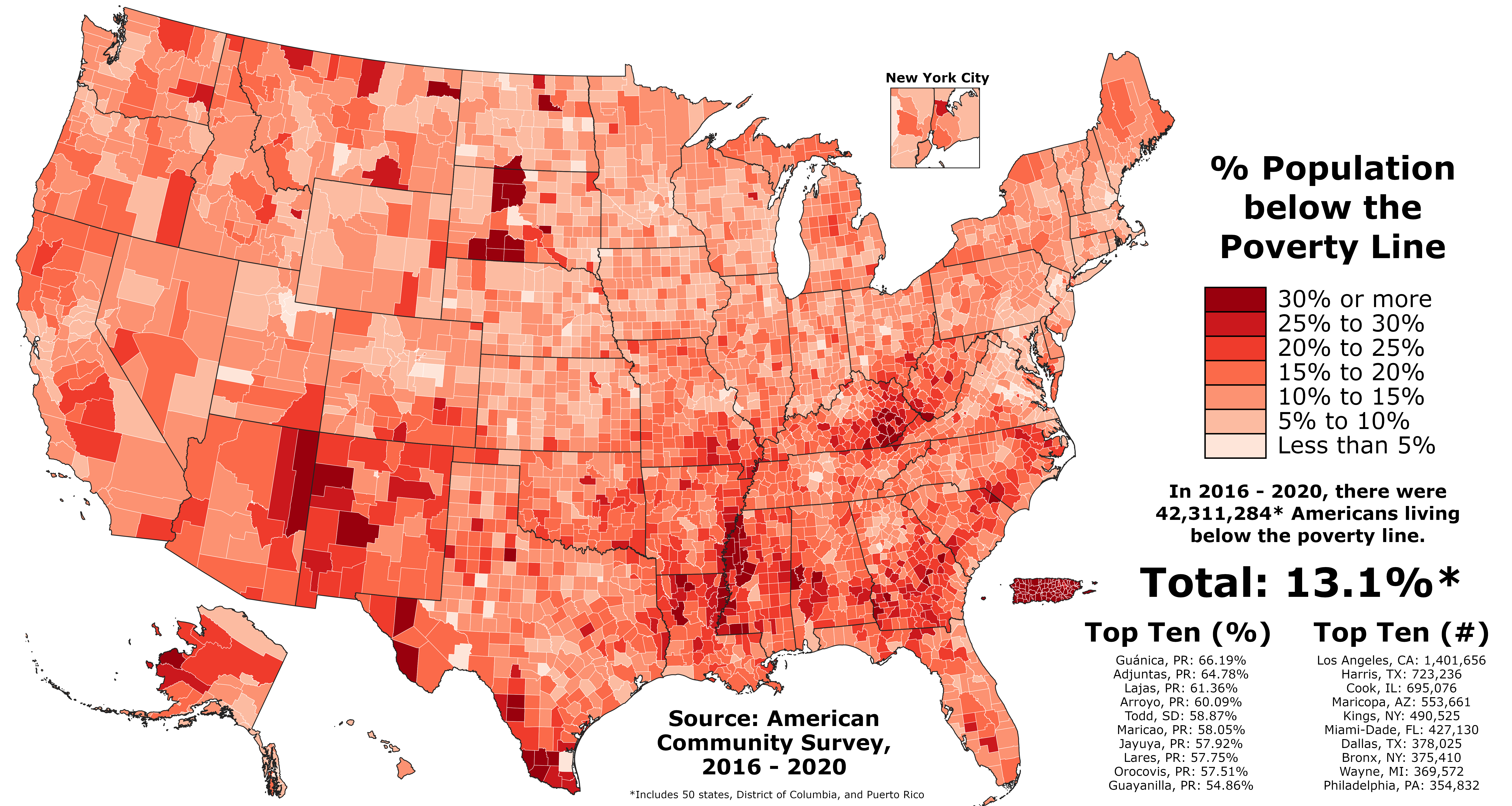
Armutsquote nach County (2016–20)

Folgende Liste sortiert die 50 Bundesstaaten der Vereinigten Staaten und den Hauptstadtdistrikt Washington, D.C. nach ihrer Armutsquote. Diese wird jährlich durch Umfragen im American Community Survey  ermittelt, der von dem United States Census Bureau durchgeführt wird. Das Census Bureau verwendet eine Reihe von Einkommensschwellen, die je nach Familiengröße und Zusammensetzung variieren, um festzustellen, wer in Armut lebt. Wenn das Gesamteinkommen einer Familie unter einem bestimmten Schwellenwert liegt, wird jedes Mitglied dieser Familie als in Armut lebend betrachtet. Für eine fünfköpfige Familie lag die Armutsgrenze 2017 bei einem Einkommen unterhalb von 29.986 US-Dollar vor Steuern.
Je nach geographischer Position variiert die Armutsquote in den Vereinigten Staaten erheblich. So haben Staaten im Süden der USA höhere Armutsquoten als die Staaten im Norden und Nordosten. Weitere Faktoren, die eine Rolle spielen, sind die ethnische Herkunft, so lebten 2017 8,7 % der weißen Amerikaner und 10 % der asiatischen Amerikaner unterhalb der Armutsgrenze, bei Hispanics lag die Rate dagegen bei 18,3 %. Die höchste Rate wiesen Afroamerikaner auf, von denen 21,2 % in Armut lebten. Der landesweite Durchschnitt beträgt 12,3 %, womit 39,7 Millionen Amerikaner als arm gelten. Beim langfristigen Trend in der Entwicklung der Armut in den USA zeigt sich ein deutlicher Anstieg der Rate im Zuge der Großen Rezession ab 2008. Eine Entwicklung, deren Höhepunkt 2012 erreicht wurde, seitdem sinkt die Armutsquote wieder.

## Liste der Bundesstaaten
Entwicklung der Armutsquote in den 50 Bundesstaaten und Washington D.C. von 2008 bis 2017. Bei dem Vergleich der Armutsquoten ist zu bedenken, dass die Armutsgrenze überall identisch ist und deshalb lokale Unterschiede bei den Lebenserhaltungskosten nicht berücksichtigt werden.
| Rang (2017) | Bundesstaat          | Armutsquote (2008) | Armutsquote (2012) | Armutsquote (2017) |
| ----------- | -------------------- | ------------------ | ------------------ | ------------------ |
| 1           | Mississippi          | 19,0 %             | 24,2 %             | 19,8 %             |
| 2           | Louisiana            | 14,8 %             | 19,9 %             | 19,7 %             |
| 2           | New Mexico           | 14,7 %             | 20,8 %             | 19,7 %             |
| 4           | West Virginia        | 13,1 %             | 17,8 %             | 19,1 %             |
| 5           | Kentucky             | 14,4 %             | 19,4 %             | 17,2 %             |
| 6           | Alabama              | 13,1 %             | 19,0 %             | 16,9 %             |
| ...         | District of Columbia | 15,4 %             | 18,2 %             | 16,6 %             |
| 7           | Arkansas             | 14,6 %             | 19,8 %             | 16,4 %             |
| 8           | Oklahoma             | 13,2 %             | 17,2 %             | 15,8 %             |
| 9           | South Carolina       | 13,0 %             | 18,3 %             | 15,4 %             |
| 10          | Tennessee            | 12,9 %             | 17,9 %             | 15,0 %             |
| 11          | Arizona              | 12,6 %             | 18,7 %             | 14,9 %             |
| 11          | Georgia              | 12,4 %             | 19,2 %             | 14,9 %             |
| 13          | North Carolina       | 12,0 %             | 18,0 %             | 14,7 %             |
| 13          | Texas                | 14,1 %             | 17,9 %             | 14,7 %             |
| 15          | Michigan             | 11,5 %             | 17,4 %             | 14,2 %             |
| 16          | New York             | 11,1 %             | 15,9 %             | 14,1 %             |
| 17          | Florida              | 10,7 %             | 17,1 %             | 14,0 %             |
| 17          | Ohio                 | 10,5 %             | 16,3 %             | 14,0 %             |
| 19          | Delaware             | 7,6 %              | 12,0 %             | 13,6 %             |
| 20          | Indiana              | 10,6 %             | 15,6 %             | 13,5 %             |
| 21          | Missouri             | 10,6 %             | 16,2 %             | 13,4 %             |
| 22          | Kalifornien          | 11,2 %             | 17,0 %             | 13,3 %             |
| 23          | Oregon               | 10,5 %             | 17,2 %             | 13,2 %             |
| 24          | Nevada               | 9,0 %              | 16,4 %             | 13,0 %             |
| 24          | South Dakota         | 9,7 %              | 13,4 %             | 13,0 %             |
| 26          | Idaho                | 9,9 %              | 15,9 %             | 12,8 %             |
| 27          | Illinois             | 10,0 %             | 14,7 %             | 12,6 %             |
| 28          | Montana              | 11,5 %             | 15,5 %             | 12,5 %             |
| 28          | Pennsylvania         | 9,2 %              | 13,7 %             | 12,5 %             |
| 30          | Kansas               | 8,4 %              | 14,0 %             | 11,9 %             |
| 31          | Rhode Island         | 8,3 %              | 13,7 %             | 11,6 %             |
| 32          | Vermont              | 6,5 %              | 11,8 %             | 11,3 %             |
| 32          | Wisconsin            | 7,3 %              | 13,2 %             | 11,3 %             |
| 32          | Wyoming              | 6,1 %              | 12,6 %             | 11,3 %             |
| 35          | Alaska               | 6,1 %              | 10,1 %             | 11,1 %             |
| 35          | Maine                | 8,7 %              | 14,7 %             | 11,1 %             |
| 37          | Washington           | 8,4 %              | 13,5 %             | 11,0 %             |
| 38          | Nebraska             | 7,6 %              | 13,0 %             | 10,8 %             |
| 39          | Iowa                 | 7,9 %              | 12,7 %             | 10,7 %             |
| 40          | Virginia             | 7,9 %              | 11,7 %             | 10,6 %             |
| 41          | Massachusetts        | 7,0 %              | 11,9 %             | 10,5 %             |
| 42          | Colorado             | 9,0 %              | 13,7 %             | 10,3 %             |
| 42          | North Dakota         | 8,6 %              | 11,2 %             | 10,3 %             |
| 44          | New Jersey           | 6,7 %              | 10,8 %             | 10,0 %             |
| 45          | Utah                 | 6,9 %              | 12,8 %             | 9,7 %              |
| 46          | Connecticut          | 7,0 %              | 10,7 %             | 9,6 %              |
| 47          | Minnesota            | 6,5 %              | 11,4 %             | 9,5 %              |
| 47          | Hawaii               | 5,8 %              | 11,6 %             | 9,5 %              |
| 49          | Maryland             | 5,7 %              | 10,3 %             | 9,3 %              |
| 50          | New Hampshire        | 4,9 %              | 10,0 %             | 7,7 %              |
|             | Durchschnitt         | 10,1 %             | 15,2 %             | 13,1 %             |